# Potrero del Llano (1941)
El Potrero del Llano fue el primer buque petrolero mexicano, torpedeado y hundido, por el submarino alemán U-564 tipo VII C comandado por el Kapitänleutnant Reinhard "Teddy" Suhren a las 23:55 horas del 13 de mayo de 1942, este hecho llevó a México a abandonar su neutralidad y entrar en la Segunda Guerra Mundial.
En el estado de Veracruz se encuentra una localidad que recibe este nombre.

## Antecedentes
Construido en Inglaterra en 1912 para la compañía inglesa Tamplin S. S. Co. y bautizado F. A. Tamplin, en 1920 fue vendido a la compañía Meade, King, Robinson & Co., conservando su nombre original; en 1921 fue vendido a la naviera belga Societé Anónime d’Armement, d’Industrie et de Commerce la que le cambió su nombre a Arminco; en 1930 fue vendido a la compañía italiana Società Italiana di Transporti Petroliferi cambiando su nombre a Lucifero; en 1933 se le vendió a la naviera también italiana Società Petrolifera Esercizi Marittimi que le conservó el nombre anterior. Fue incautado a Italia en abril de 1941 por el derecho de angaria y rebautizado como Potrero del Llano en honor a uno de los fundos petroleros más productivos del Estado de Veracruz. Navegaba de sur a norte a lo largo de la costa de Florida con todas las luces encendidas y tenía pintado en el casco, tanto a babor como a estribor, una bandera mexicana con su nombre y el del país.

## Ataque y hundimiento

Mapa que muestra los lugares donde fueron hundidos 6 buques de bandera mexicana por submarinos alemanes en 1942 y el Juan Casiano que se hundió por colisión contra un barco escolta durante una tormenta en 1944.

La nave mexicana fue atacada por el submarino Alemán U-564, a las 23:55 horas del 13 de mayo de 1942.   Según la bitácora del submarino en las coordenadas: 25°35′N 80°06′O / 25.583, -80.100. Iban a bordo del Potrero del Llano 35 marinos de tripulación, de los cuales fallecieron 14. Entre las víctimas se encontraban tres elementos de la Marina de México como capitán el teniente de navío Gabriel Cruz Díaz, como segundo de a bordo el teniente de fragata Rafael Castelán Orta, y el primer maestre Enrique Andrade Díaz, quien era el radio-operador, quienes fueron designados ante la deserción del capitán Juan Ávalos Guzmán y otros marineros más, quedándose únicamente 11 trabajadores de Pemex. Entre los sobrevivientes se encontraba el teniente de navío Jorge Mancisidor Gales. Tenía un desplazamiento de 6132 toneladas e iba cargado con 46 000 barriles de petróleo. El torpedo impactó en la mitad del puente, este se partió en dos. 
La prensa mexicana lo reflejó de esta manera:

Con el pecho conmovido

mi gran pueblo mexicano

vengo a cantar el corrido

de un atentado inhumano

lloro al "Potrero del Llano"

barcotanque nacional

al que un torpedo villano

hundió artero su puñal

Se inició así la participación de México en la Guerra Mundial.

## Trágico destino del U-564
El 1 de octubre de 1942 el Kapitänleutnant Reinhard Suhren (1916-1984), deja el mando del U-564 y es condecorado con la Cruz de Hierro con Hojas de Roble y Espadas.
Con su nuevo comandante, el Oberleutnant Hans Fiedler (1914-1944), el U-564 fue bombardeado y hundido con cargas de profundidad por un bombardero tipo Armstrong Whitworth Whitley de la Royal Air Force en el Golfo de Vizcaya a las 17:30 horas del 14 de junio de 1943, coordenadas: 44°17′N 10°25′O / 44.283, -10.417. Del total de 46 tripulantes, solo hubo 18 sobrevivientes incluido su comandante, quienes fueron rescatados por el U-185. Un día antes el submarino alemán había sido bombardeado por un avión Short Sunderland británico siendo seriamente dañado, por lo que no podía sumergirse y se hallaba expuesto a los ataques aéreos.

Plano de un U-boot tipo VII C

Vista lateral de un U-Boot tipo VII C

## Buques mexicanos hundidos por submarinos alemanes

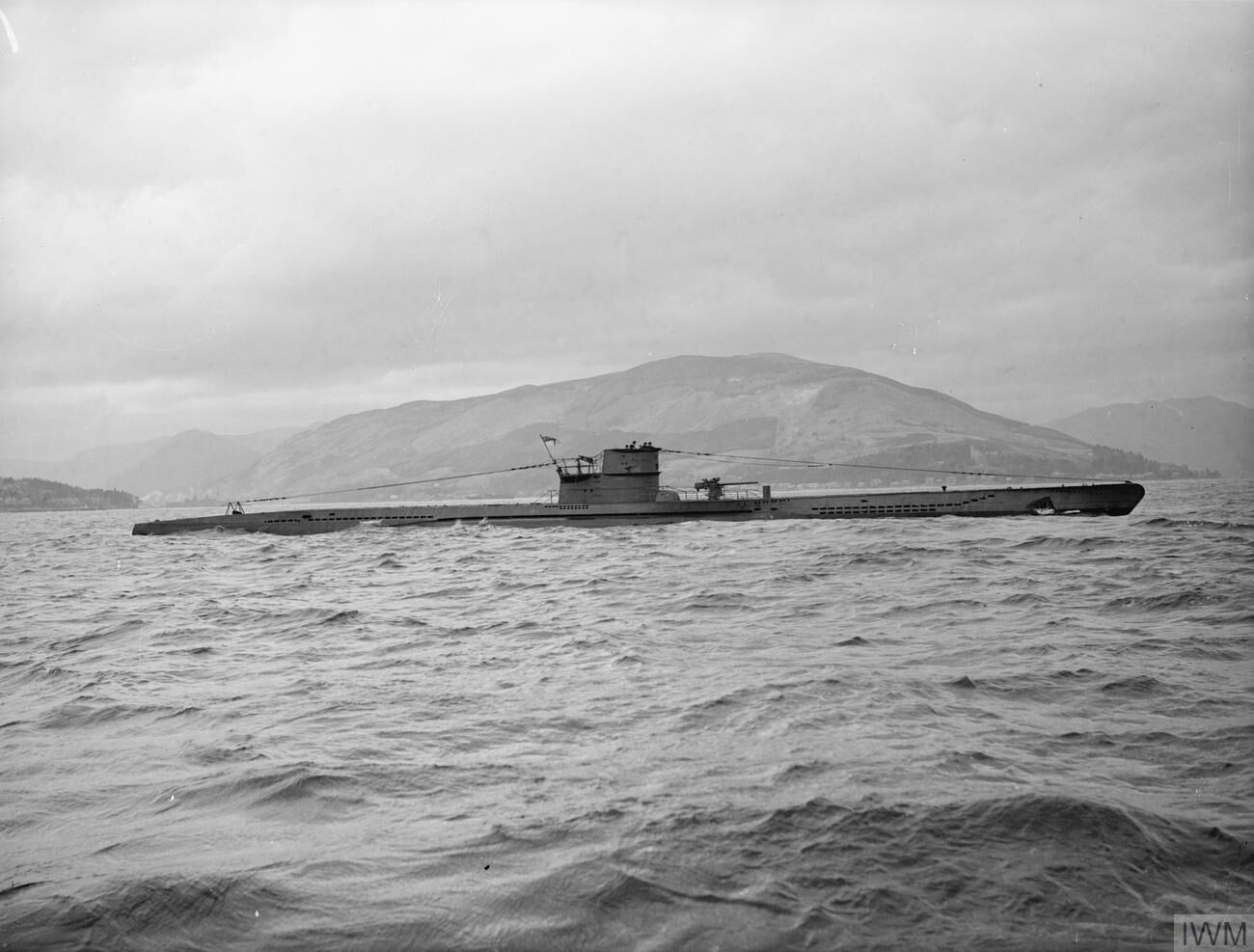
Un submarino del tipo VII C similar al que hundió al Potrero del Llano.

| Buques mexicanos |                   |                         |        |                                  |
| N.º              | Buque             | Fecha del ataque        | U-Boot | Comandante                       |
| 1                | Potrero del Llano | 13 de mayo de 1942      | U-564  | Oberleutnant Reinhard Suhren     |
| 2                | Faja de Oro       | 20 de mayo de 1942      | U-106  | Kapitänleutnant Hermann Rasch    |
| 3                | Túxpam            | 26 de junio de 1942     | U-129  | Kapitänleutnant Hans-Ludwig Witt |
| 4                | Las Choapas       | 27 de junio de 1942     | U-129  | Kapitänleutnant Hans-Ludwig Witt |
| 5                | Oaxaca            | 27 de julio de 1942     | U-171  | Kapitänleutnant Günther Pfeffer  |
| 6                | Amatlán           | 4 de septiembre de 1942 | U-171  | Kapitänleutnant Günther Pfeffer  |